# سمكة الصندوق الصفراء
سمكة الصندوق الصفراء أو نجم الصندوق الأصفر أو أبو صندوق الأصفر هي نوع من الأسماك البحرية شعاعية الزعانف المنتمية إلى فصيلة سمكة الصندوق.
يوجد هذا النوع في الشعاب المرجانية في جميع أنحاء المحيط الهادي والمحيط الهندي، بالإضافة إلى جنوب شرق المحيط الأطلسي، على الرغم من أنه سُجِّل أيضًا منذ عام 2011 في مياه بلاد الشام بالبحر المتوسط، والتي يُرجَّح أنها دخلته عبر قناة السويس. يُوجد هذا النوع في تجارة أحواض السمك. يُعرف هذا النوع بشكل جسمه المكعب، ولونه الأصفر والأسود الزاهي، وإفرازه لمخاط سام عند التهديد.